# Ісаак Вебб (суднобудівник)
Ісаак Вебб (англ. Isaac Webb; між вереснем 1793 і червнем 1794 — до липня 1840) — суднобудівник, засновник і головний співвласник суднобудівної корабельні «Isaac Webb & Co.» в Нью-Йорку. Пізніше ця корабельня змінила назву на «Webb & Allen» тому, що Ісаак взяв партнера. 1843 року його син Вільям Генрі Вебб викупив долю бізнесу в Джона Аллена, давнього партнера свого батька, і згодом перейменував  корабельню на «William H. Webb».

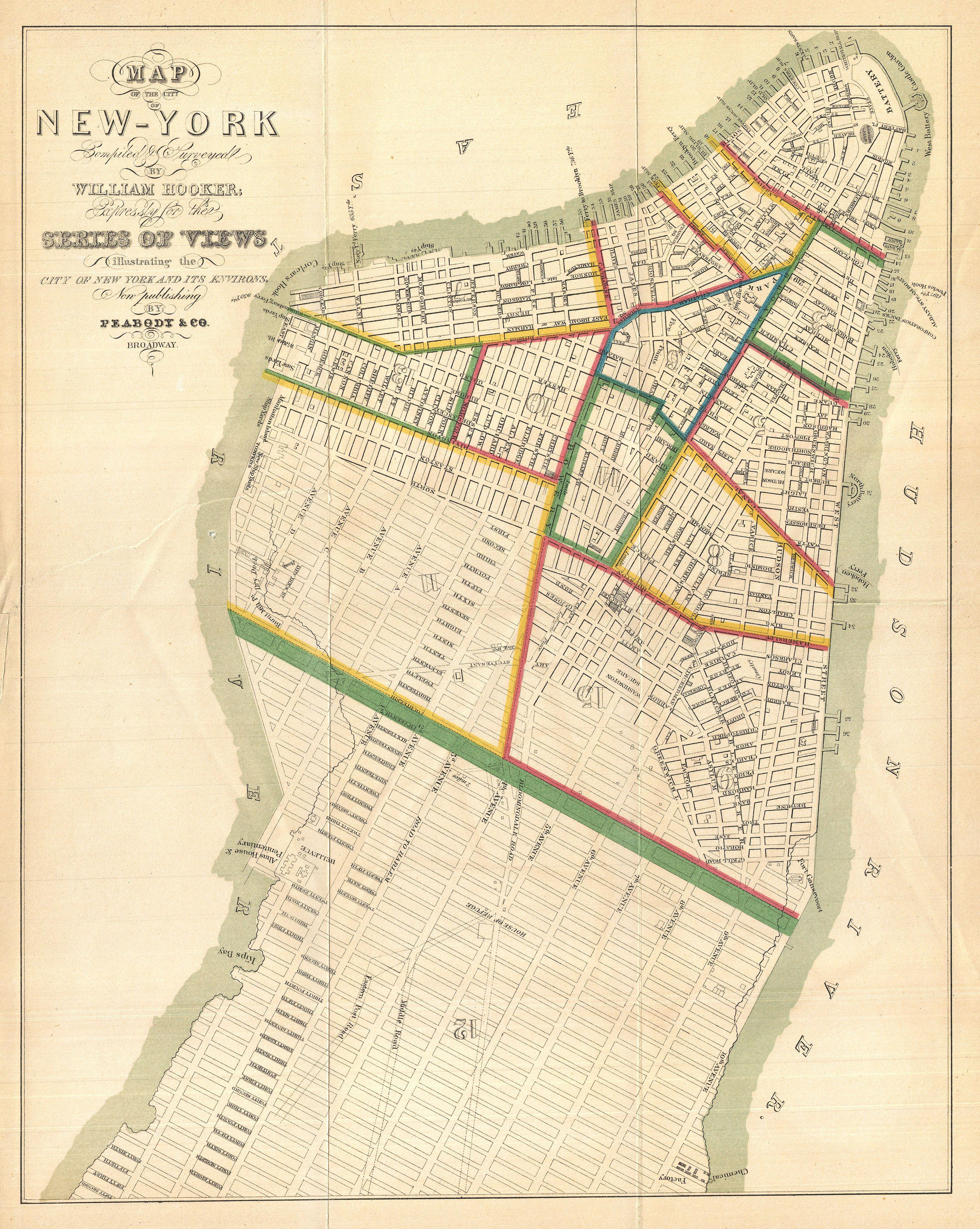
Десь близько до Corlears Hook Ісаак Вебб заснував корабельню «Isaac Webb & Co.», яка пізніше переїхала до Стентон вулиці (Stanton Street) і потім змінювала назви на «Webb & Allen» і «William H. Webb». Це карта Нью-Йорку 1931 року.

## Біографія
У вересні 1810 року Генрі Екфорд (англ. Henry Eckford) взяв 16-річного Ісаака Вебба як учня на свою корабельню в Нью-Йорку. В наступні роки Екфорд візьме багато інших учнів, які стануть важливими морськими архітекторами й суднобудівниками, в тому числі Jacob Bell, William Bennett, David Brown, Andrew Craft, John Dimon, John Englis, Thomas Megson, Stephen Smith і Sidney Wright.
19 червня 1816 року у Ісаака народився син Вильям Генрі Вебб.
Після завершення свого навчання Ісаак Вебб відкрив свою власну корабельню «Isaac Webb & Co.» недалеко від Corlears Hook приблизно в 1818 році, яка пізніше переїхала до Стентон вулиці (англ. Stanton Street). Ісаак зрештою взяв партнера і фірма була перейменована у «Webb & Allen». Схоже, що два інших учні Jacob Bell і David Brown заснували в Нью-Йорку корабельню «Brown & Bell» де був побудований знаменитий колісний пароплав USS Jacob Bell.
Вильям Генрі Вебб навчався в приватному порядку і в Колумбійському коледжі-гімназії (англ. Columbia College Grammar School), демонструючи природні здібності до математики. Він побудував своє перше судно, маленький скіф, у віці дванадцяти років, і, попри побажання батька, зробив навпаки закріпившись учнем на корабельні свого батька у віці п'ятнадцяти років.
В період 1832—1833 років нью-йоркська корабельня «Webb & Allen» побудувала 6 прибережних шхун. Деякі з них, включно прибережна шхуна «Roger B. Taney», були спроєктовані Ісааком Веббом, авторитетним і вмілим дизайнером. «Roger B. Taney» планувався як прибережна шхуна і був озброєний широким вітрилом, який давав перевагу в швидкості. Надалі шхуна «Roger B. Taney» несла службу як митне судно.
Після завершення свого шестирічного навчання Вільям вирішив у 1840 році продовжити свою освіту подорожуючи в Шотландію, щоб відвідати знамениті корабельні на річці Клайд. Однак, під час цієї поїздки його батько Ісаак Вебб раптово помер у 46 років, і 23-річний Вільям повернувся додому взявши на себе управління на корабельні.

## Після смерті Ісаака Вебба
Вивчивши рахунки, Вільям виявив, що справи батька були технічно неплатоспроможні, і, отже, одним з його перших обов'язків було погашення боргів батька. Зробивши це він розпочав активізувати бізнес.
Вільям Генрі Вебб «народився математиком» в епоху, коли суднобудування вважалося такою ж мірою мистецтво як наука, приніс нові рівні професіоналізму до корабельного ремесла через своє об'єднання мистецтва дизайну з дисципліною обережних математичних розрахунків. З цієї причини, Вільям позначений як перший справжній морський архітектор Америки.
Однак, Вільям був задоволений почати з малого. За перші пару років біля керма «Webb & Allen» корабельня, яка нині[коли?] знаходиться між П'ятої та Сьомою вулицями (англ. Fifth and Seventh Streets) на Іст-Рівер (англ. East River), будувала різноманітні, переважно невеликі парусні судна, в тому числі пороми, шлюпи і шхуни. 1843 року Вільям Генрі Вебб (англ. William Henry Webb) викупив долю бізнесу в давнього партнера свого батька Джона Аллена і згодом перейменував корабельню на «William H. Webb». З 1843 року тільки ця корабельня будувала вітрильні пакет-судна для компанії «Black Ball Line», яку очолював Джеремія Томпсон.
У 1851 році на корабельні «William H. Webb» для компанії «Black Ball Line» був побудований вітрильник «Isaac Webb» брутто-реєстровим тоннажем 1359/1497. Вітрильник був названий іменем Ісаака Вебба — батька Вільяма Генрі Вебба. У зв'язку з розпуском «Black Ball Line» судно перейшло до компанії «Charles H. Marshall & Co.». «Isaac Webb» затонув 25 жовтня 1880 року.